# Уилер, Христос
Христос Уилер (греч. Χρήστος Γουίλερ, англ. Christos Wheeler; 29 июня 1997) — кипрский футболист, защитник клуба АЕЛ (Лимасол) и сборной Кипра.

## Биография

### Клубная карьера
Воспитанник лимасольского «Аполлона», в котором и начал профессиональную карьеру. Дебютировал за основную команду 27 октября 2014 года, выйдя в стартовом составе на матч чемпионата Кипра с клубом «Этникос». Спустя неделю провёл полный матч на групповом этапе Лиги Европы против мёнхенгладбахской «Боруссии». Тем не менее, закрепиться в основе «Аполлона» игроку не удалось и в августе 2016 года он был отдан в аренду на один сезон в другой клуб высшей лиги «Кармиотисса», за который отыграл 29 матчей и забил 1 гол. Летом 2017 года подписал контракт с командой АЕЛ (Лимасол).

### Карьера в сборной
Выступал за сборные Кипра во всех возрастных категориях. С 2018 года стал приглашаться во взрослую сборную, но на поле пока не выходил.